# Ротељија (Ређо Емилија)
Ротељија (итал. Roteglia) је насеље у Италији у округу Ређо Емилија, региону Емилија-Ромања.
Према процени из 2011. у насељу је живело 3171 становника. Насеље се налази на надморској висини од 185 м.